# Butch Otter
Butch Otter (Caldwell, Idaho, 3 de mayo de 1942) es un político estadounidense del Partido Republicano. Desde enero de 2007 hasta enero de 2019, ocupó el cargo de gobernador de Idaho.